# Platysoma brahmani
Platysoma brahmani är en skalbaggsart som beskrevs av Lewis 1910. Platysoma brahmani ingår i släktet Platysoma och familjen stumpbaggar. Inga underarter finns listade i Catalogue of Life.